# Ernst-Reuter-Platz (Berlins tunnelbana)
Tunnelbanestationen Ernst-Reuter-Platz (U-Bahnhof Ernst-Reuter-Platz), tidigare Knie, ligger under Ernst-Reuter-Platz i stadsdelen Charlottenburg i Berlin och trafikeras av linje U2. Den öppnades för trafik 14 december 1902 och fick sitt nuvarande namn 1953 efter den tidigare borgmästaren i Berlin Ernst Reuter. 

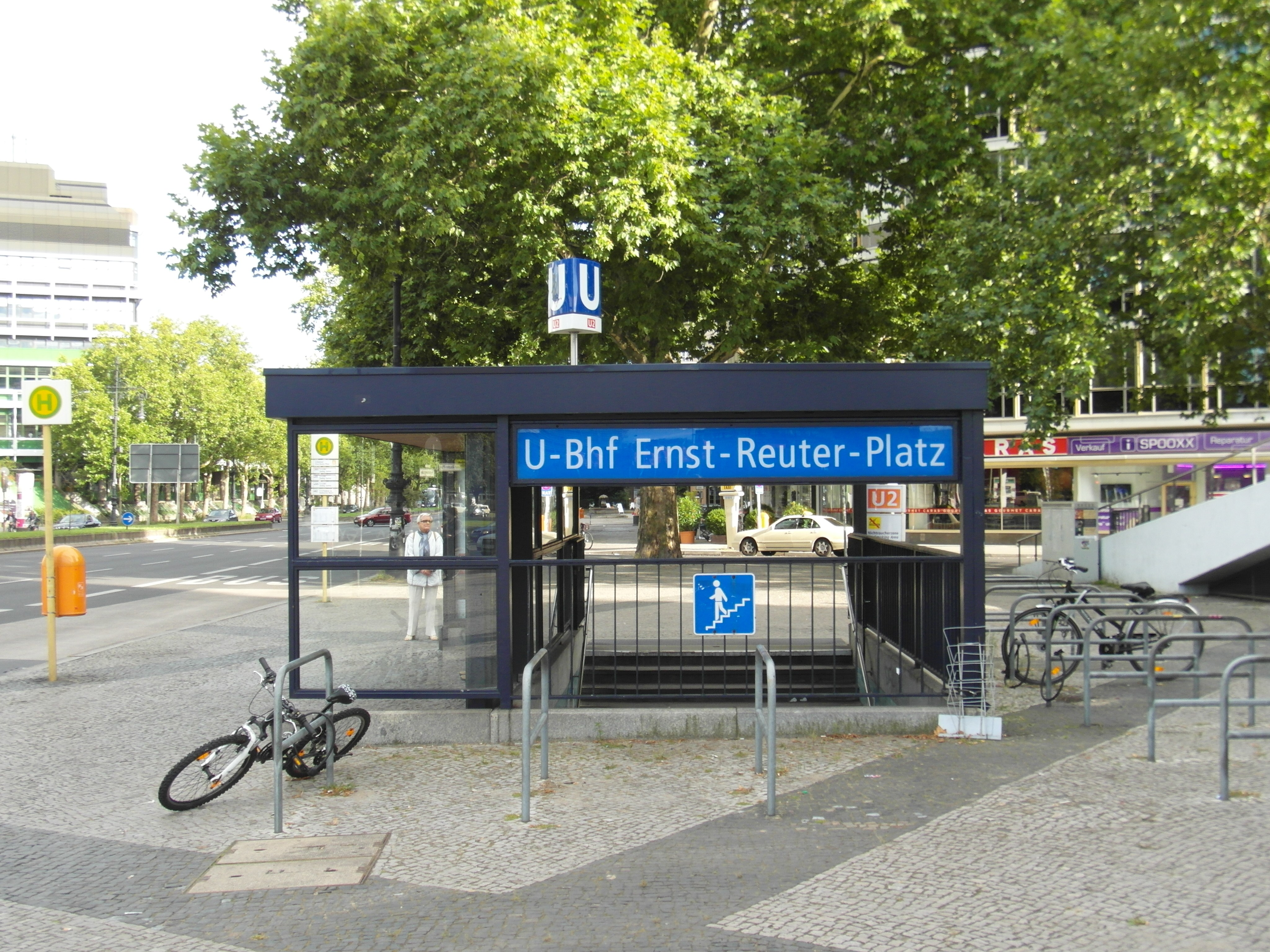
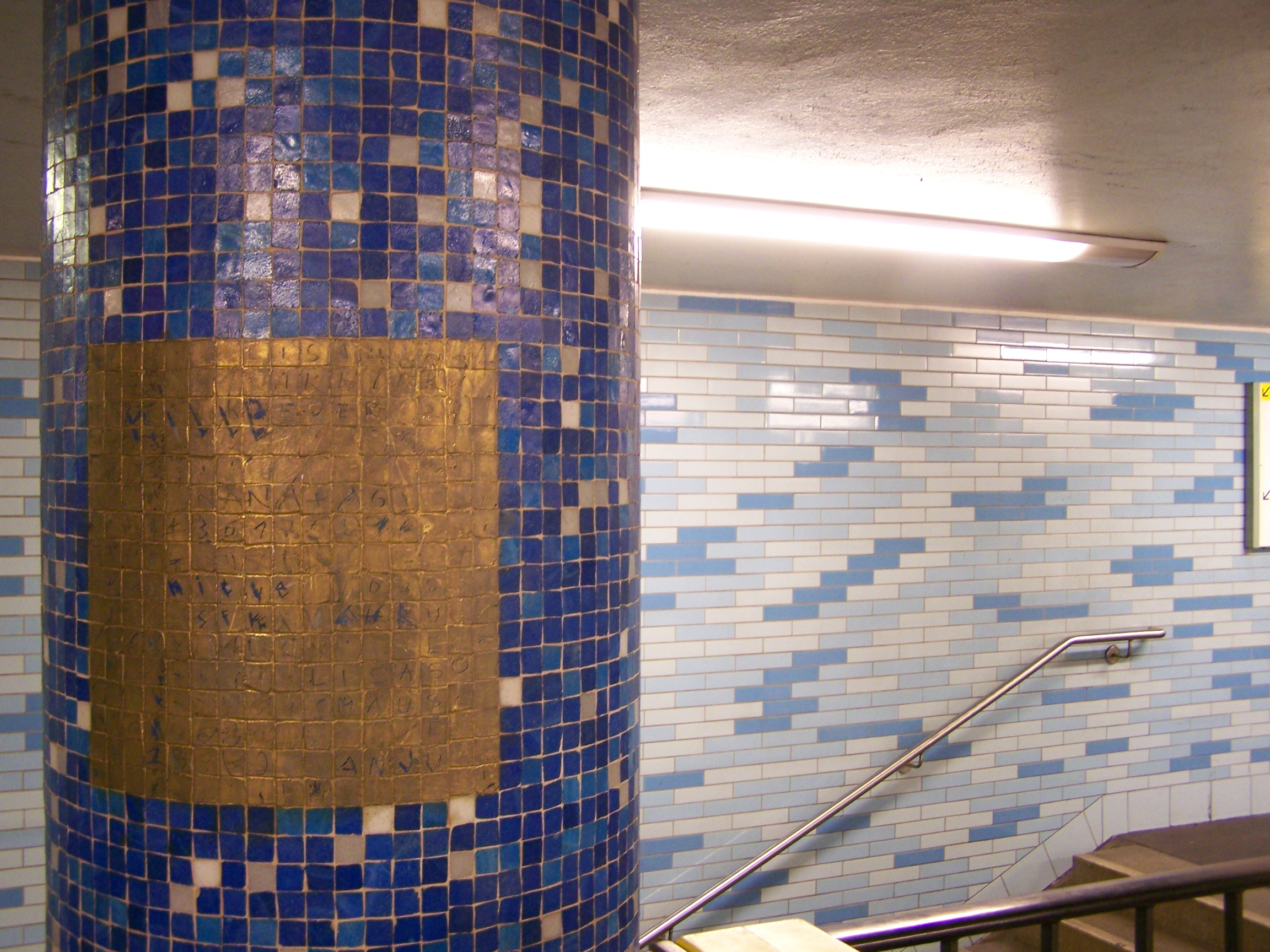
Mosaik på station Ernst-Reuter-Platz.
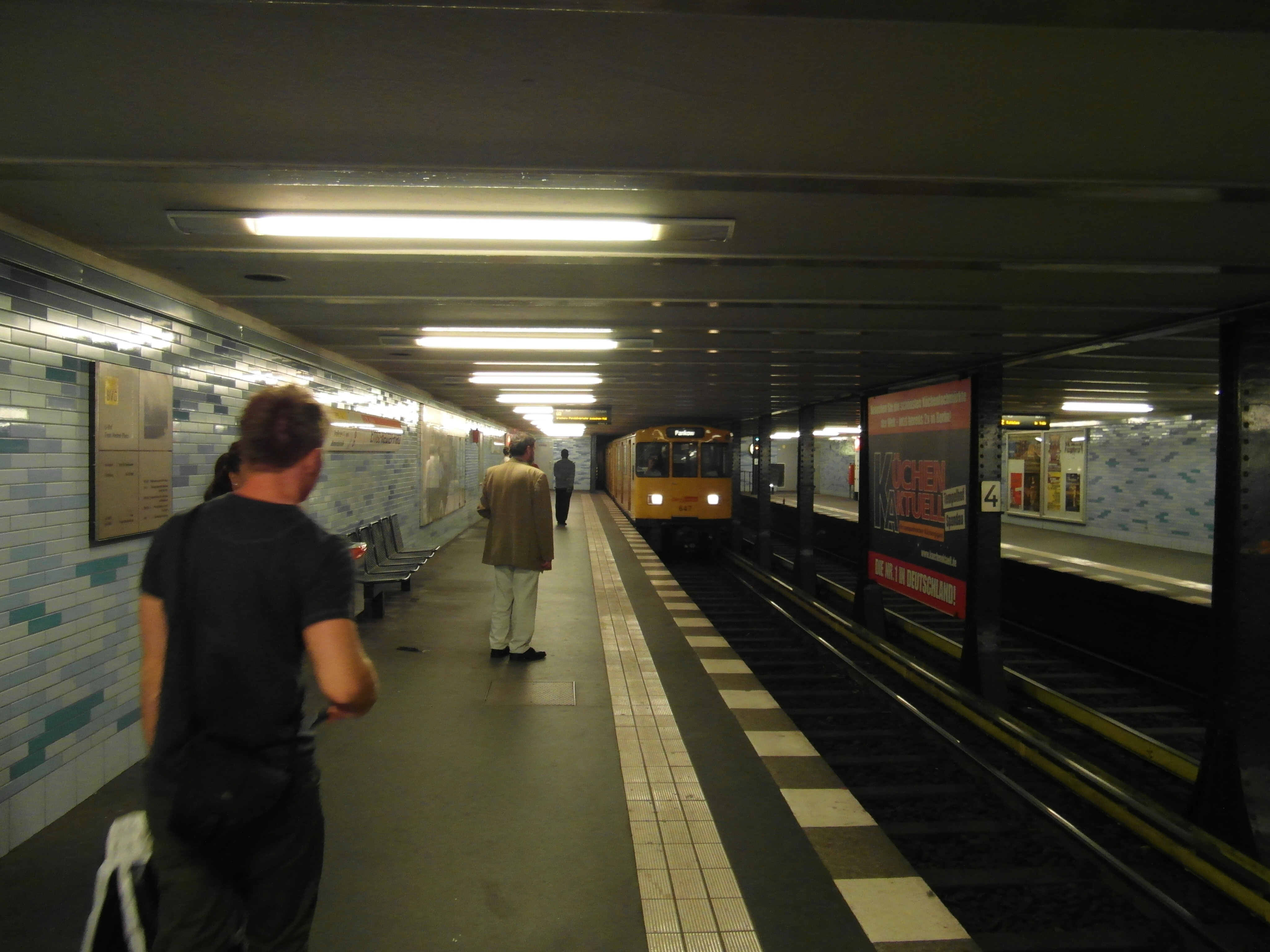